# Cēsis
Cēsis (del alemán: Wenden) es una villa de Letonia localizada al norte de la región de Vidzeme. Cēsis se ubica en el valle del río Gauja y se ha construido en una serie de niveles sobre el río con vistas a los bosques adyacentes. 

## Castillo
El asentamiento más antiguo en Cēsis es la colina fortificada en Riekstu, un castillo de madera amurallado construido por una tribu conocida como Vendos. El gran montículo, junto con parte de su sistema de fortificación, todavía puede verse en el parque del castillo. Este asentamiento estaba cerca de las mayores rutas comerciales entre el oeste y el este y dominaba el paisaje regional.
Los cruzados alemanes, conocidos como Hermanos Livonios de la Espada, comenzaron la construcción del castillo de Wenden cerca de la colina fortificada en 1209. Cuando se amplió y amuralló el castillo sirvió como residencia para el Maestro de la Orden. En 1577, durante la Guerra Livona, la guarnición destruyó el castillo para prevenir que cayera en manos de Iván el Terrible quién sería derrotado durante la batalla de Wenden (1578). En 1598 se incorporó a la República de las Dos Naciones y se creó el Voivodato de Wenden. En 1620 Suecia conquistó Wenden. Fue reconstruida más tarde pero arrasada nuevamente en 1703 durante la Gran Guerra del Norte a manos del Ejército ruso. En 1777 el Conde Sievers adquirió los terrenos del castillo y construyó su nueva residencia en la parte este del castillo, uniendo la parte posterior del edificio con la torre fortificada. Desde 1949 el Museo de Historia se ha localizado en el Nuevo Castillo ubicado en los terrenos del antiguo Castillo de Cēsis. El jardín delantero del Nuevo Castillo está rodeado por un granero y un establo, que actualmente albergan el Centro de convenciones del museo. Detrás del granero se encuentra la fábrica de cerveza más antigua de Letonia, Cēsu Alus, construida en 1878 durante los últimos años del Conde Sievers, aunque su origen se remonta al periodo de la Orden Livona.
Más adelante está el parque del castillo, diseñado en 1812. Tiene las características románticas de la época, con senderos, plantas exóticas y las aguas de la laguna reflejando las ruinas del castillo.

## La villa
La distribución de la villa de Cēsis se llevó a cabo en la segunda mitad del siglo XIII. El centro de la población era el mercado y una iglesia. El centro residencial era el castillo de piedra de la Orden Livona con sus tres torres fortificadas. La villa estaba rodeada por una muralla de dolomita con ocho torres y cinco puertas. Los fragmentos de las construcciones medievales, incluyendo la iglesia de St. John (1281-1284), las ruinas del Castillo de la Orden, el Castillo de Cēsis y las murallas, todavía pueden verse en las calles de Vaļņu y Palasta.
Además de la red de antiguas carreteras el trazado de los edificios también ha sobrevivido desde la Edad Media, aunque muchos de los edificios han desaparecido (el último destruido en 1748). Entre los números 16 al 25 de la calle Rīgas pueden verse edificios del siglo XVIII mientras que las casas decimonónicas se encuentran entre el 15 y el 47. En la segunda mitad del siglo XIX, la construcción de la carretera Riga-Pskov (1868) y la línea de ferrocarril Riga-Valka aceleraron el desarrollo de la villa. En el número 10 de la calle Raunas, que parte desde la estación de tren a la parte antigua de la ciudad, se encuentra la Casa de la Sociedad Letona (arquitecto A. Malvess) y en el número 14 el Tribunal Regional (arquitecto P. Mengelis). 
La Batalla de Cēsis en junio de 1919 cuando las fuerzas estonias y letonas combatían contra las alemanas fue una de las batallas decisivas en la guerra de Independencia de Letonia.
Cēsis ha adquirido fama por sus aguas termales, además de por un mercado de alta gama de casas de veraneo y balnearios en los alrededores de Gauja. 'Cīrulīši' cerca de la Cueva Svētavots (Fuente Santa en español) es el más destacable de ellos, con un manantial que se cree que tiene poderes curativos.

## Ciudades Hermanadas
| - Achim, Alemania - Alytus, Lituania - Frederiksberg, Dinamarca - Östergötland, Suecia - Ainaži, Letonia | - Rakvere, Estonia - Rokiškis, Lituania - Tyresö, Suecia - Venafro, Italia - Konstancin-Jeziorna, Polonia | - Varese, Italia - Zhovkva, Ucrania - Tara, Rusia |